# Schöndorf (an der Ruwer)

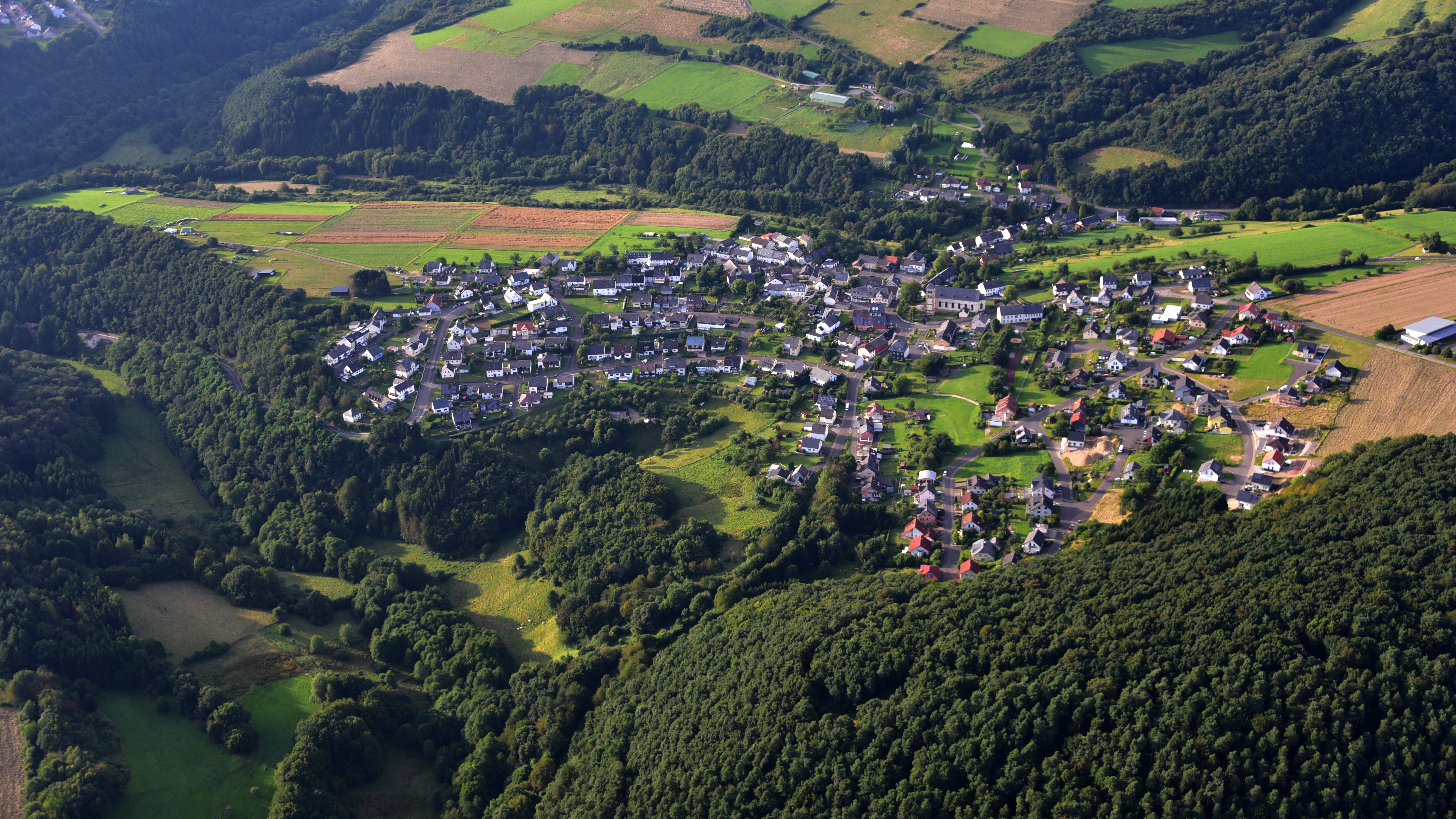
Schöndorf (an der Ruwer), Luftaufnahme (2016)

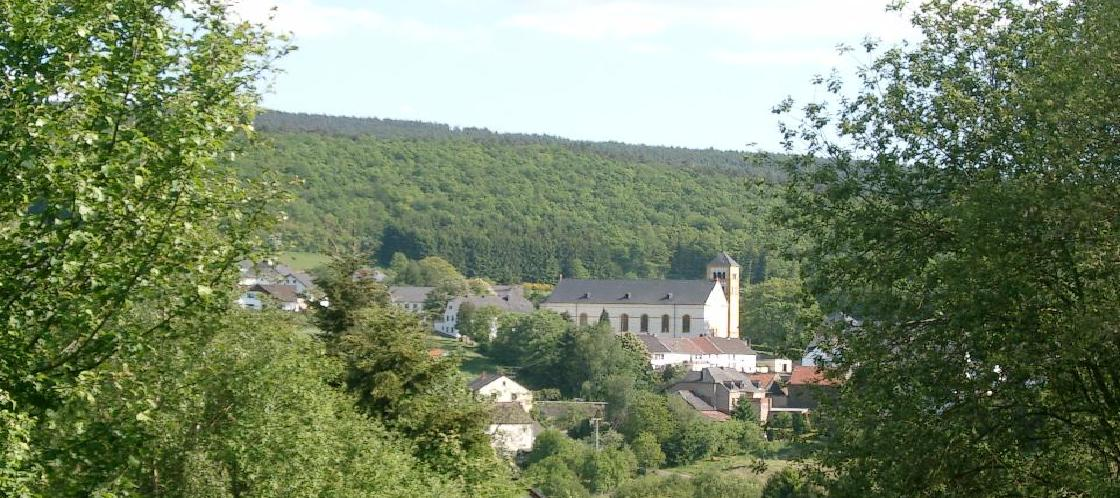
Schöndorf

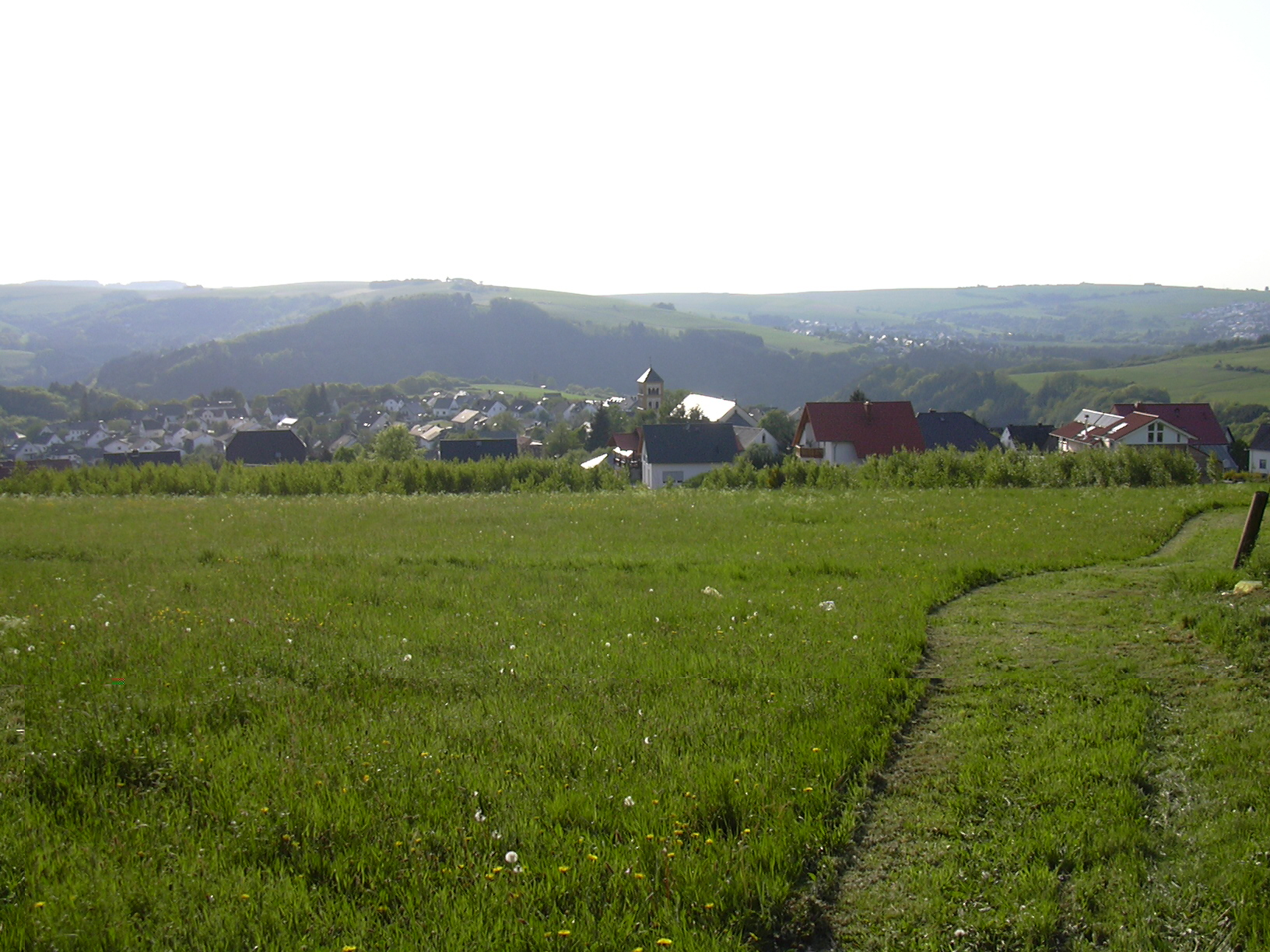
Schöndorf von der Mehrzweckhalle aus

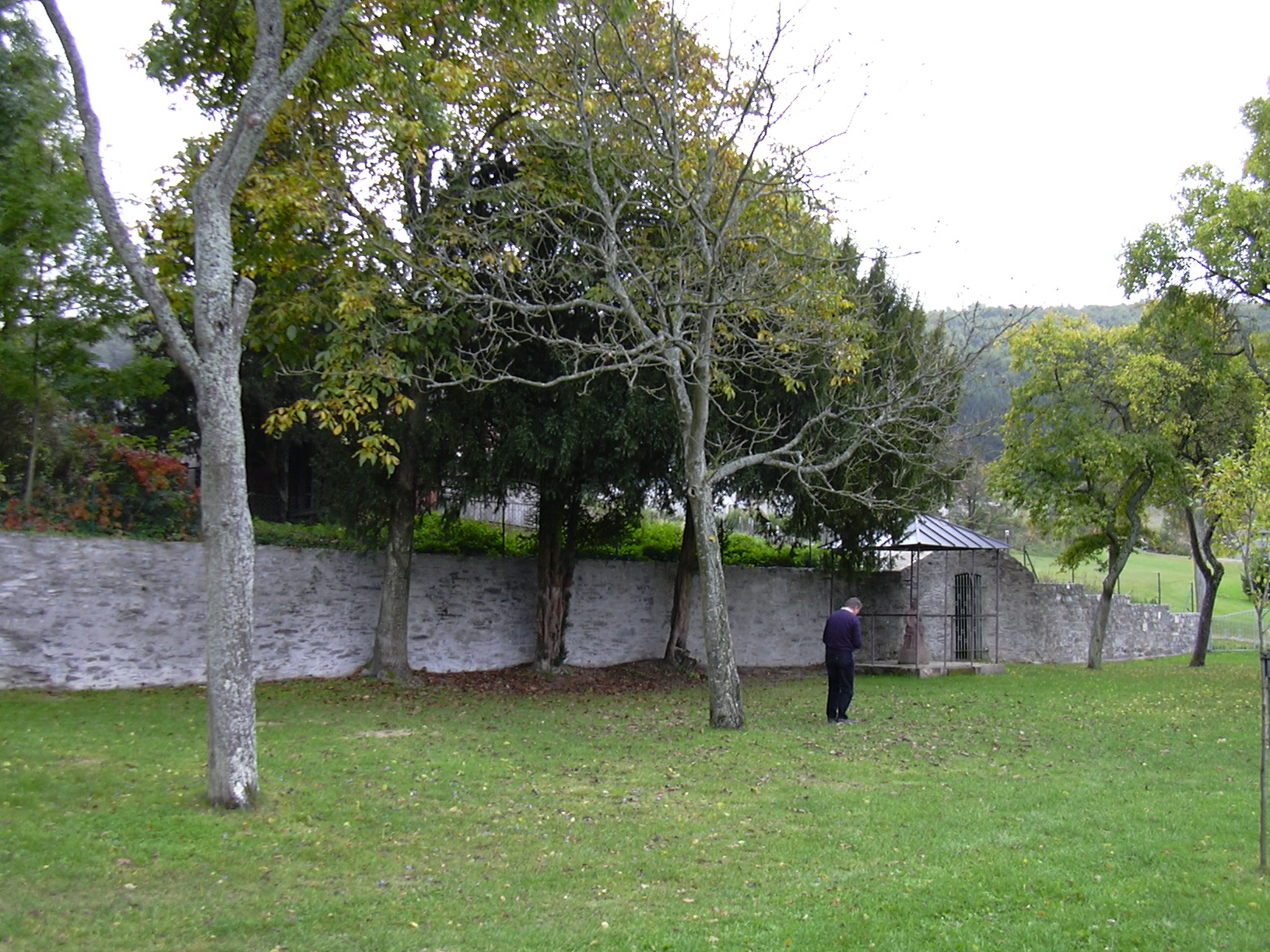
Pfarrgarten

Schöndorf (moselfränkisch: Schennerf) ist eine Ortsgemeinde im Landkreis Trier-Saarburg in Rheinland-Pfalz. Sie gehört der Verbandsgemeinde Ruwer an, die ihren Verwaltungssitz in Waldrach hat.

## Geographische Lage
Schöndorf liegt am nordwestlichen Rande des Osburger Hochwaldes, auf halber Höhe über dem Ruwertal. Westlich von Schöndorf fließt die Ruwer. Ihr fließen der Entergraben im Naturschutzgebiet Enterbachtal und der Rotegraben zu.
Zu Schöndorf gehören der Ortsteil und ehemalige Gutshof Lonzenburg mit dem Neuhof, der Ortsteil Pluwigerhammer, sowie die Wohnplätze Raulsmühle an der Ruwer und Schöndorferheide.

## Geschichte
Im Jahre 634 wurde im Grimo-Testament der Ort als „fidivis“ erwähnt.

Im Jahre 1228 wird durch Erzbischof Theoderich II. dem Stift St. Paulin die Zugehörigkeit der Kirche in Schöndorf bestätigt.
Im Jahre 1839 wird im klassizistischen Stil die Kirche neu erbaut und 1907 mit einem wuchtigen, quadratischen Turm erweitert. Schöndorf ist zentraler Pfarrort für die umliegenden Gemeinden Bonerath, Hinzenburg, Holzerath und Ollmuth.
Bevölkerungsentwicklung
Die Entwicklung der Einwohnerzahl von Schöndorf, die Werte von 1871 bis 1987 beruhen auf Volkszählungen:
| Jahr | Einwohner |
| 1815 | 296       |
| 1835 | 434       |
| 1871 | 502       |
| 1905 | 483       |
| 1939 | 652       |
| 1950 | 716       |

| Jahr | Einwohner |
| 1961 | 744       |
| 1970 | 757       |
| 1987 | 761       |
| 1997 | 789       |
| 2005 | 820       |
| 2023 | 801       |

## Politik

### Gemeinderat
Der Ortsgemeinderat in Schöndorf besteht aus zwölf Ratsmitgliedern, die bei der Kommunalwahl am 9. Juni 2024 in einer personalisierten Verhältniswahl gewählt wurden, und der ehrenamtlichen Ortsbürgermeisterin als Vorsitzender.
Die Sitzverteilung im Gemeinderat:
| Wahl | SPD | CDU | FWG * | WGH * | Gesamt   |
| ---- | --- | --- | ----- | ----- | -------- |
| 2024 | –   | 3   | 7     | 2     | 12 Sitze |
| 2019 | –   | 5   | 7     | –     | 12 Sitze |
| 2014 | –   | 5   | 7     | –     | 12 Sitze |
| 2009 | –   | 7   | 5     | –     | 12 Sitze |
| 2004 | –   | 7   | 5     | –     | 12 Sitze |
| 1999 | 2   | 7   | 3     | –     | 12 Sitze |

### Ortsbürgermeister
Sonja Ripplinger wurde am 11. Juli 2024 Ortsbürgermeisterin von Schöndorf. Bei der Direktwahl am 9. Juni 2024 war sie als einzige Bewerberin mit einem Stimmenanteil von 89,1 % für fünf Jahre gewählt worden.
Uwe Kirchartz (FWG) hatte das Amt seit 2014 inne und kandidierte bei der Wahl 2024 nicht erneut als Ortsbürgermeister. Der Vorgänger von Kirchartz, Matthias Wick (CDU), hatte das Amt seit 2004 ausgeübt, war 2014 aber nicht erneut angetreten.

### Wappen
| Wappen von Schöndorf | Blasonierung: „Unter einem gespaltenen Schildhaupt, in dem rechts oben in Silber ein rotes Balkenkreuz und links in Blau ein silbernes Andreaskreuz stehen, erscheinen in Rot, zwei zu eins, drei silberne Meisen.“ |
| Wappen von Schöndorf | Wappenbegründung: Das kurtrierische Balkenkreuz erinnert an die frühere landesherrliche Zugehörigkeit zu Kurtrier. Das Andreaskreuz weist auf den Schutzpatron der Pfarrkirche zu Schöndorf hin. Die Meisen stehen für die Herren von Meisemburg, die bis zum Ende des 18. Jahrhunderts Grundrechte in Schöndorf hatten. |

## Sehenswürdigkeiten
Die katholische Pfarrkirche St. Andreas ist als Kulturdenkmal eingestuft. Der freistehende Saalbau im klassizistischen Stil wurde 1830/31 von Kommunalbaumeister Johann Baptist Bingler aus Trier errichtet; beachtenswert ist die eingezogene Apsis und die mehrschichtig durch Bogenblenden gegliederte Fassade. Der freistehende neuromanische Glockenturm wurde von Ernst Brand aus Trier im Jahre 1908 hinzugefügt. Ebenfalls unter Denkmalschutz steht das Pfarrhaus (Hauptstraße) und der Kirchhof mit Priestergrabsteinen und dem Kriegerdenkmal.
Die Kirche wurde anstelle einer im Jahre 1833 wegen Baufälligkeit abgerissenen früheren Kirche gebaut. Die erste Kirche in Schöndorf wurde 981 in einer Urkunde des Trierer Erzbischofs Egbert erwähnt.

## Vereine
Der größte Ortsverein ist der FC Schöndorf, dessen Anfänge bis 1929 reichen. Heute (Stand: 2009) hat der Verein etwa 380 Mitglieder und unterhält die Abteilungen Fußball, Sportkegeln und Gymnastik.
Weitere Vereine in Schöndorf sind der Männergesangverein, der Kirchenchor, der Malteserhilfsdienst, der Karnevalsverein und die Frauengemeinschaft.

## Wirtschaft und Verkehr
Mehrere kleine und mittlere Unternehmen sind im Ort ansässig.
Bis 2016 gab es auch Geschäftsstellen der Sparkasse Trier und der Volksbank Trier.
Schöndorf liegt an der Landesstraße 146 und an den Kreisstraßen 56 und 62. Gemeindestraßen verbinden den Hauptort mit den Ortsteilen Lonzenburg und Neuhof. Ein Verbindungsradweg von gut einem Kilometer Länge führt von der Ortsmitte hinunter zum Pluwiger Hammer, wo ein Anschluss an den Ruwer-Hochwald-Radweg besteht, der auf der Trasse der ehemaligen Hochwaldbahn gebaut worden war.

### Öffentliche Einrichtungen
Die Freiwillige Feuerwehr wurde am 22. Juli 1928 gegründet. Sie hat heute 28 Aktive (Stand 2009). Seit dem 1. Juni 1990 gibt es auch eine Jugendfeuerwehr mit derzeit 15 Jugendlichen.
Der Förderverein der Feuerwehr Schöndorf e. V. entstand 1996.
Öffentliche Einrichtungen in Schöndorf sind das Bürgerhaus, die Bücherei, das Andreashaus, die Enterbach-Grundschule, die Sporthalle, das Sportgelände, mehrere Spielplätze, der Jugendraum und seit 2017 auch der Bürgerbus Poarbus.

## Personen mit Verbindung zu Schöndorf
- Josef Hasenöhrl (1915–1945), Europameister und Silbermedaillengewinner bei Olympia 1936: In Schöndorf gefallen.